# Pont en béton armé
Un pont en béton armé est un pont dont un des éléments de la structure porteuse (tablier, arc ou poutre) est en béton armé.

## Histoire

### Apparition du béton

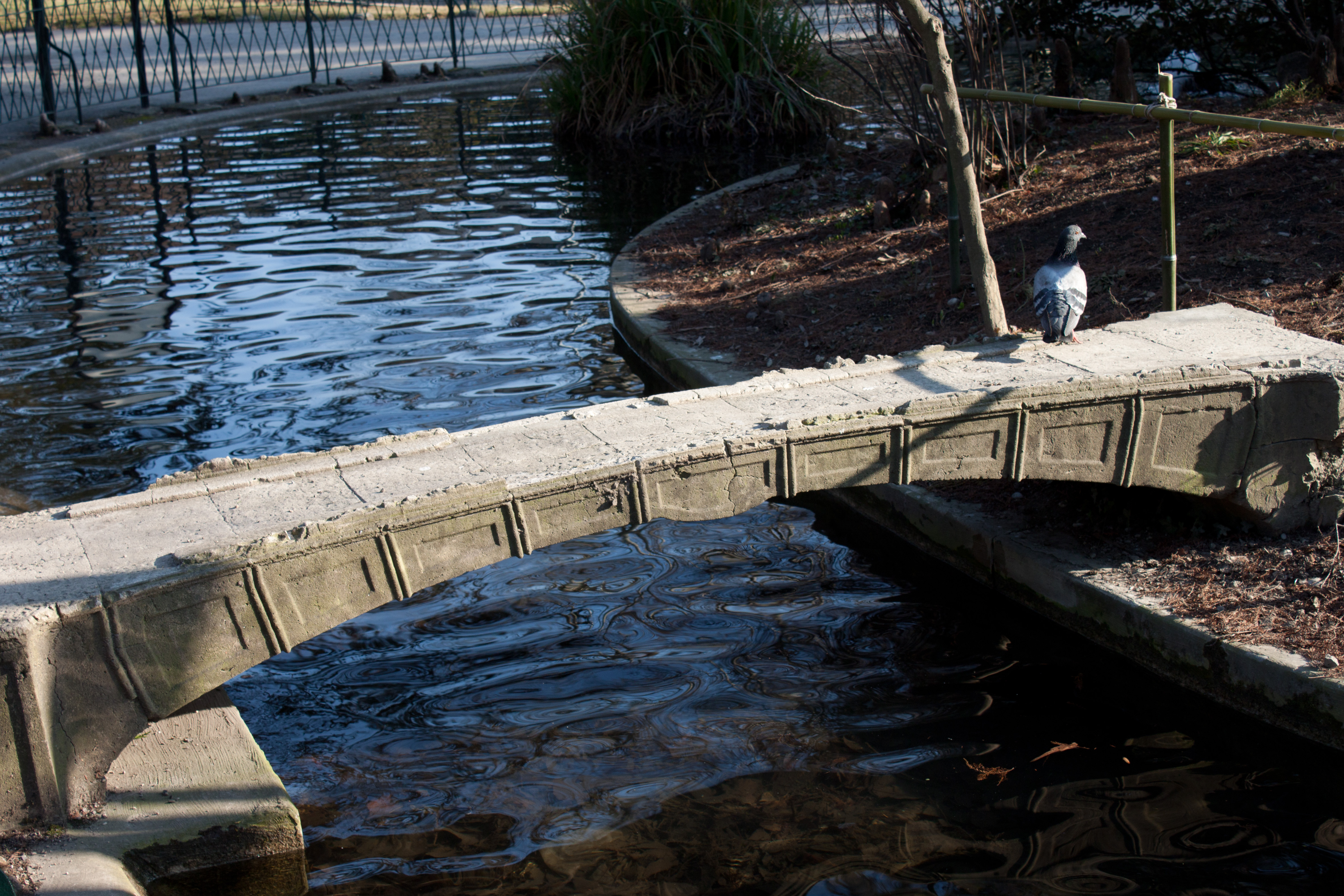
Le pont du Jardin des plantes de Grenoble, premier ouvrage au monde en béton coulé, construit en 1855 par Louis Joseph Vicat

Jusqu’à une époque récente la pierre fut le principal matériau utilisé pour la construction. Les prodigieux bâtisseurs de nos cathédrales réussirent à édifier à grande hauteur, voûtes romanes ou gothiques, mais ils n'y parvinrent qu'au prix de systèmes compliqués – donc coûteux – de contreforts et d'arcs-boutants. Le XVe siècle mit en œuvre de longues barres de fer, quelquefois inutiles. L’architecture arabe fit un large usage de tirants métalliques soutenus par des tiges pendantes.
Avec l’invention du ciment artificiel par Louis Vicat en 1840, les premiers ouvrages en béton vont pouvoir apparaître.

### Le ciment armé
L'armature de métal dans les mortiers provient des techniques de moulage en sculpture et fut utilisée d'abord par des jardiniers expérimentateurs. Joseph-Louis Lambot à Miraval fabriqua en 1845 des caisses pour orangers et réservoirs avec du fil de fer et du mortier. En 1849, Joseph-Louis Lambot conçut une barque où la coque en bois était remplacée par  une paroi constituée d’un quadrillage de barres de fer enrobé de béton de ciment,. Cette barque fut utilisée, durant plusieurs années, sur le lac de sa propriété à Miraval dans le Var et présentée à l’exposition universelle de 1855, mais n’eut guère de succès.
Joseph Monier déposa en 1867, à Paris, plusieurs brevets dans le domaine du fer armé, dont un pour « un système de caisses-bassins mobiles en fer et ciment applicables à l'horticulture ». Le 13 août 1873, Joseph Monier a déposé un additif à son brevet de 1867 intitulé "Application à la construction des ponts et passerelles de toutes dimensions".
En 1875, à la demande du propriétaire du château de Chazelet près de Saint-Benoît-du-Sault, M. Taupinart de Tilière, l'architecte Alfred Dauvergne demande à Joseph Monier de concevoir et réaliser un pont en ciment armé permettant de franchir les douves du château. Avec une longueur de 13,80 m et une largeur de 4,25 m, il existe toujours, même si les architectes des Monuments historiques ont du mal à admettre qu'il faille le sauvegarder. C'est le premier pont en ciment armé au monde.
C’est en Allemagne et en Autriche que la technique se développa sous l'impulsion de Schuster et de Wayss qui avaient acquis les droits des brevets à Monier en 1878-1880. L'essor du procédé fut de 1887 à 1891 plus de trois cents ponts furent construits ; le succès fut tel que le terme de « Monierbau » devint synonyme de béton armé,
En France, de nombreux systèmes voient le jour. En 1852, François Coignet enrobe des profilés de fer dans du béton, mis en place par fines couches de 5 cm et pilonnées énergiquement, et invente ainsi le béton dit « aggloméré ». Il crée ainsi en 1861 la première entreprise spécialisée dans les constructions en béton armé. Les systèmes Cottancin, Collaron, Demay, Matrai et d’autres voient également le jour. Mais les constructions sont empiriques et de nombreux échecs sont à déplorer. Le plus retentissant est l’effondrement de la passerelle du Grand Globe Céleste à l'Exposition universelle de 1900 qui fit neuf morts et de nombreux blessés. Le système Matrai qui était en cause n'y survécut pas. Dans le système Matrai, le béton joue le rôle accessoire de préservateur contre la rouille et l'action du feu, il s'agit donc essentiellement d'une structure en fer forgé.
Aux États-Unis, William E. Wards, devient en 1873 le premier constructeur à tirer pleinement avantage des capacités de flexion des barres d’acier en les positionnant en dessous de l’axe neutre des poutres, dans une maison qu’il construit en bordure du fleuve Hudson.

### Le béton armé
C’est à François Hennebique que l'on doit la promotion du nouveau matériau. Il imagina et fit breveter, en 1892, la première disposition correcte des armatures d'une poutre en béton armé, sous le nom de poutre à étrier. À partir de là il sut, à l'aide de formules simples, construire les ouvrages les plus variés. La voie du développement était ouverte. Pendant cette période, l'activité débordante d'Hennebique dépassa par son ampleur celle de tous ses concurrents français ou étrangers. De 1892 à 1908, il créa plus de quarante agences à travers le monde, Bruxelles, Saint-Pétersbourg, Rio de Janeiro, etc., il était partout. En dix ans, de 1892 à 1902, ses agences réalisent 7200 chantiers. L'exposition universelle de 1900 le consacre comme le plus important entrepreneur de travaux publics en béton armé. Le conflit mondial de 1914 apporte un coup d'arrêt à l'essor de la société Hennebique.

### Les premiers ponts en béton armé
Le béton armé fut d'abord un matériau de paroi avant d'être un matériau de charpente. Ce sont des réservoirs, des tuyaux, des planchers qui furent les premiers réalisés. Ses promoteurs mettaient en tête de ses avantages sa résistance absence d'entretien, son faible coût et sa commodité d'emploi.
La construction des ponts fut tardive. Elle a commencé, en France, avec la passerelle d'Esternay et s'est poursuivie avec le pont de la rue Valette, à Perpignan, les ouvrages de Louis Auguste Harel de La Noë dans la Sarthe et les Côtes-du-Nord.
Le premier grand pont en béton armé est le pont Camille-de-Hogues, sur la Vienne à Châtellerault, qui comprend trois arches de 40 m, 50 m, 40 m d’ouverture. Il a été construit entre 1898 et 1900 par Hennebique.

### Développement des ponts en béton armé
Après cette remarquable réalisation les ponts en béton armé vont être construits en nombre au début du XXe siècle. Les plus importants sont :
- 1904 – pont de Decize (détruit) sur la Loire, deux arches de 50 m et 55 m par Hennebique ;
- 1905 – Pont de Pyrimont à Chanay (détruit) sur le Rhône, trois arches de 54 m par Hennebique ;
- 1908 – pont d'Amélie-les-Bains, une arche de 40 m par Simon Boussiron[7] ;
- 1910-1911 – pont du Risorgimento, sur le Tibre à Rome par Hennebique et Porcheddu[8]. Son arche de 100 m d'ouverture surpasse la plus grande voûte en maçonnerie existante : Pont de la Paix (Plauen), 90 m, Allemagne[6].

Les premières recherches théoriques et expérimentales ont été entreprises par Armand Considère en 1896, elles mirent en évidence l'intérêt de fretter le béton. Le bow-string construit en 1902, en gare d'Ivry, en fut l'illustration.
L’invention du béton précontraint par Eugène Freyssinet en 1928 supplanta définitivement la technique du béton armé pour les grands franchissements.

## Ponts à poutres
Les ponts à poutres en béton armé sont les ponts les plus répandus pour les petites portées.
Sous le terme de ponts à poutres, on regroupe tous les ouvrages dont la structure porteuse reprend les charges essentiellement par son aptitude à résister directement à la flexion, les réactions d’appui étant verticales ou quasi verticales.  Le tablier est, généralement, une structure linéaire dont les travées peuvent être indépendantes, continues ou exceptionnellement posséder des parties en console. 
Les ponts-dalles peuvent être classés dans cette catégorie car les réactions d’appui sont principalement verticales et le modèle de calcul des efforts longitudinaux est celui d’une poutre. Par extension, les portiques et les tranchées couvertes ont été rangés dans cette catégorie.

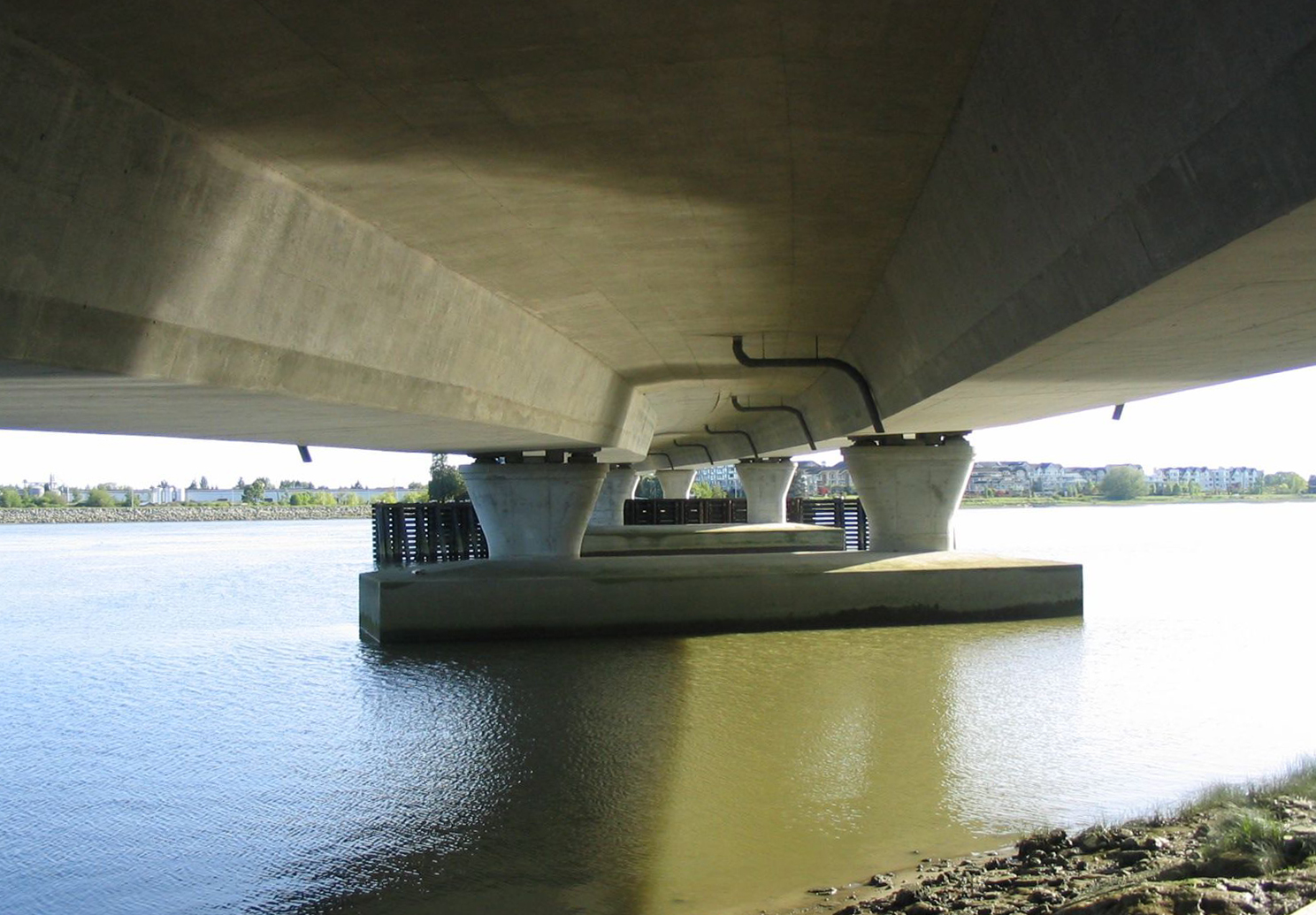
Pont à poutres en béton armé
Pont dalle en béton armé
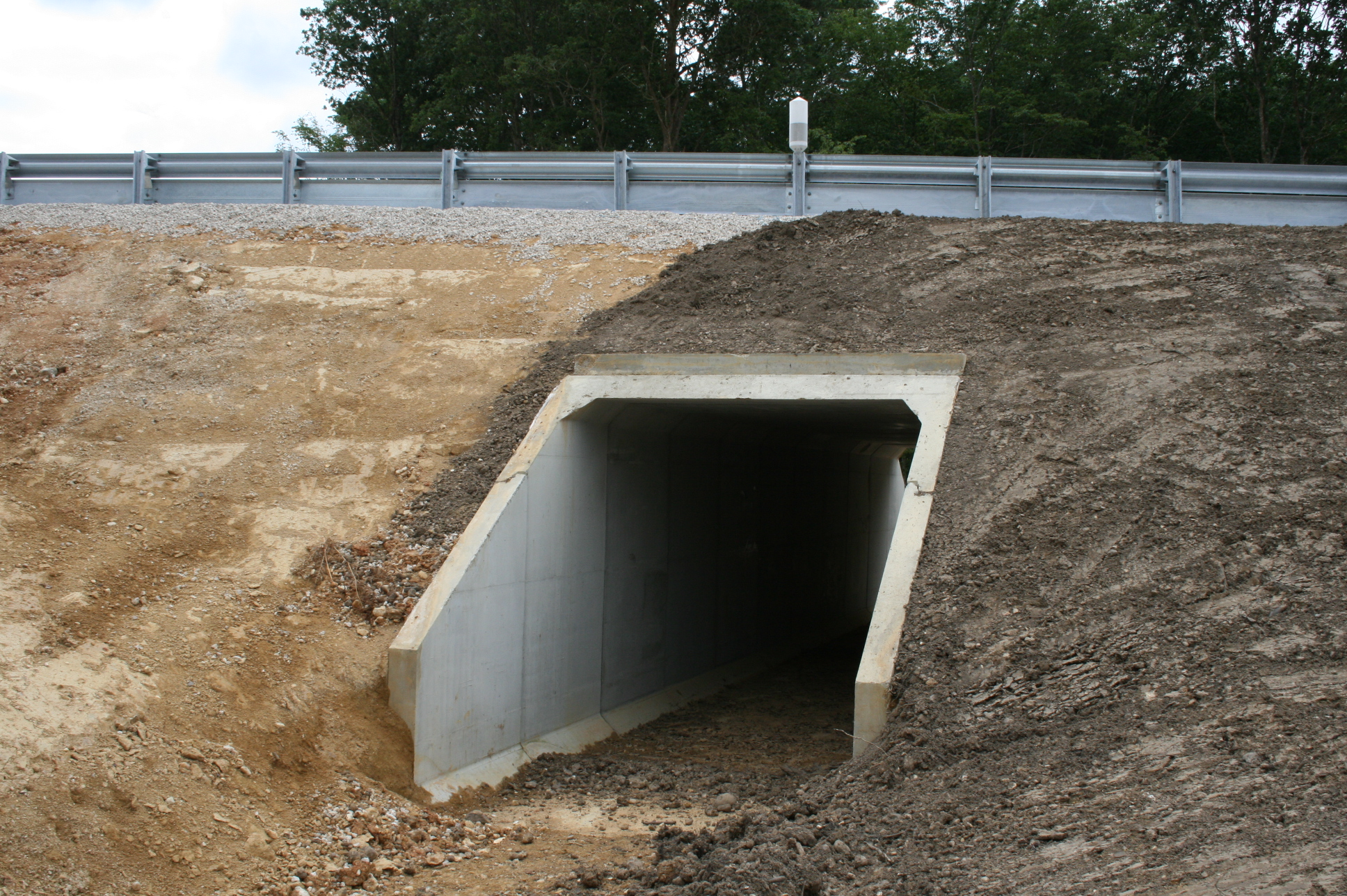
Cadre en béton armé
Portique (pont)
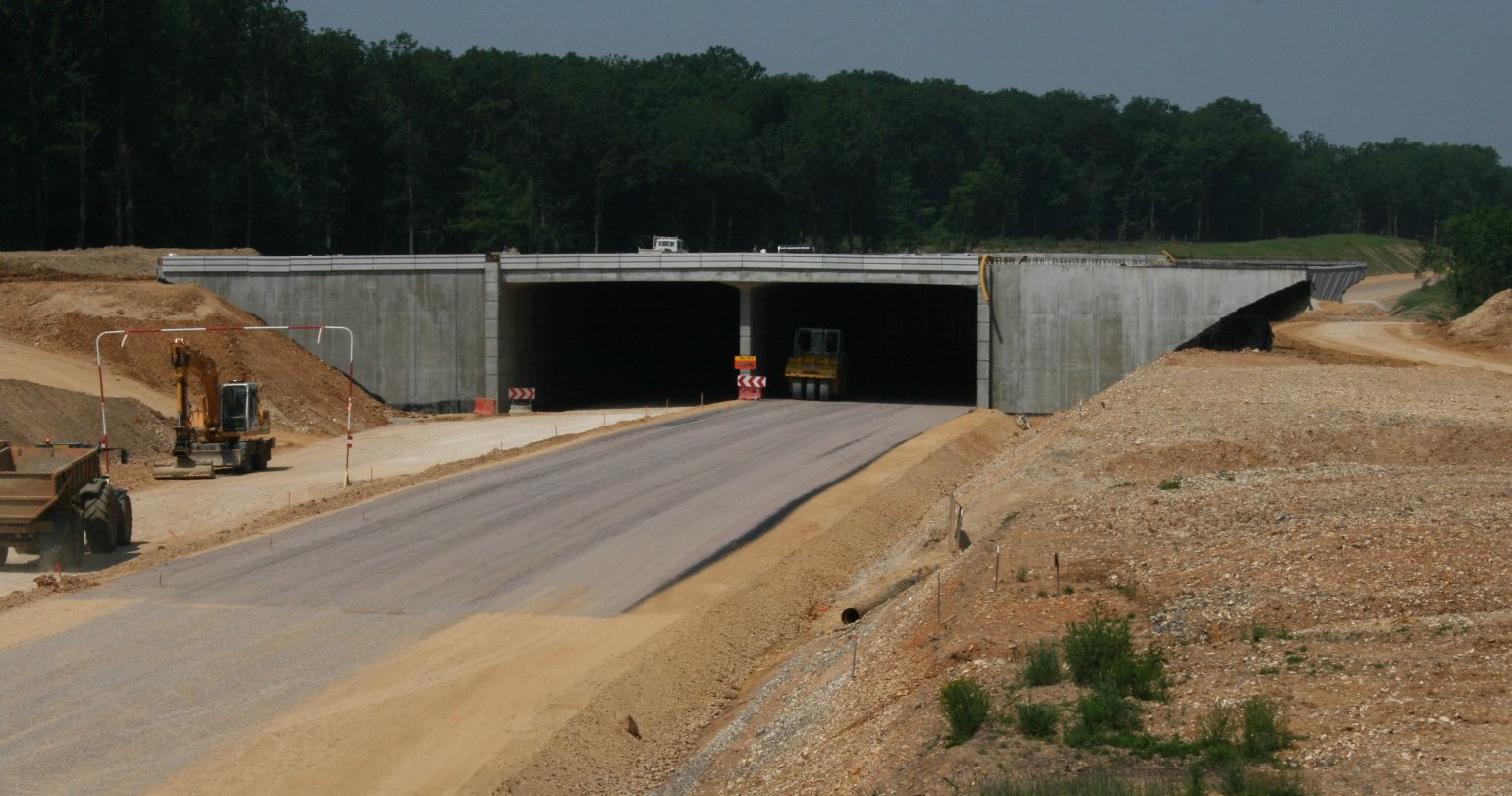
Tranchée couverte

## Pont en arc
On distingue les ponts en arc selon la position du tablier ou selon le nombre d’articulations.

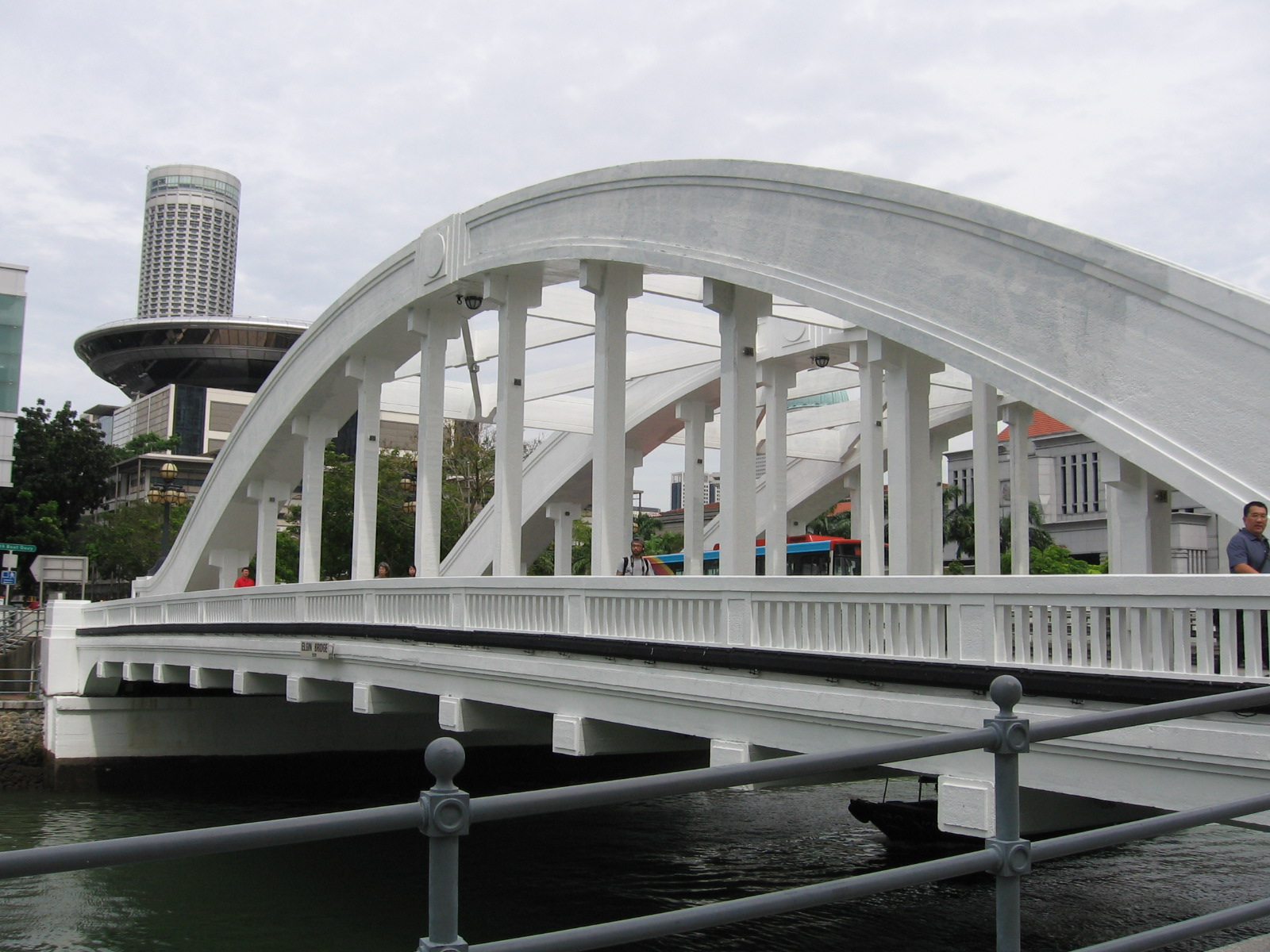
Pont en arc en béton armé à tablier suspendu
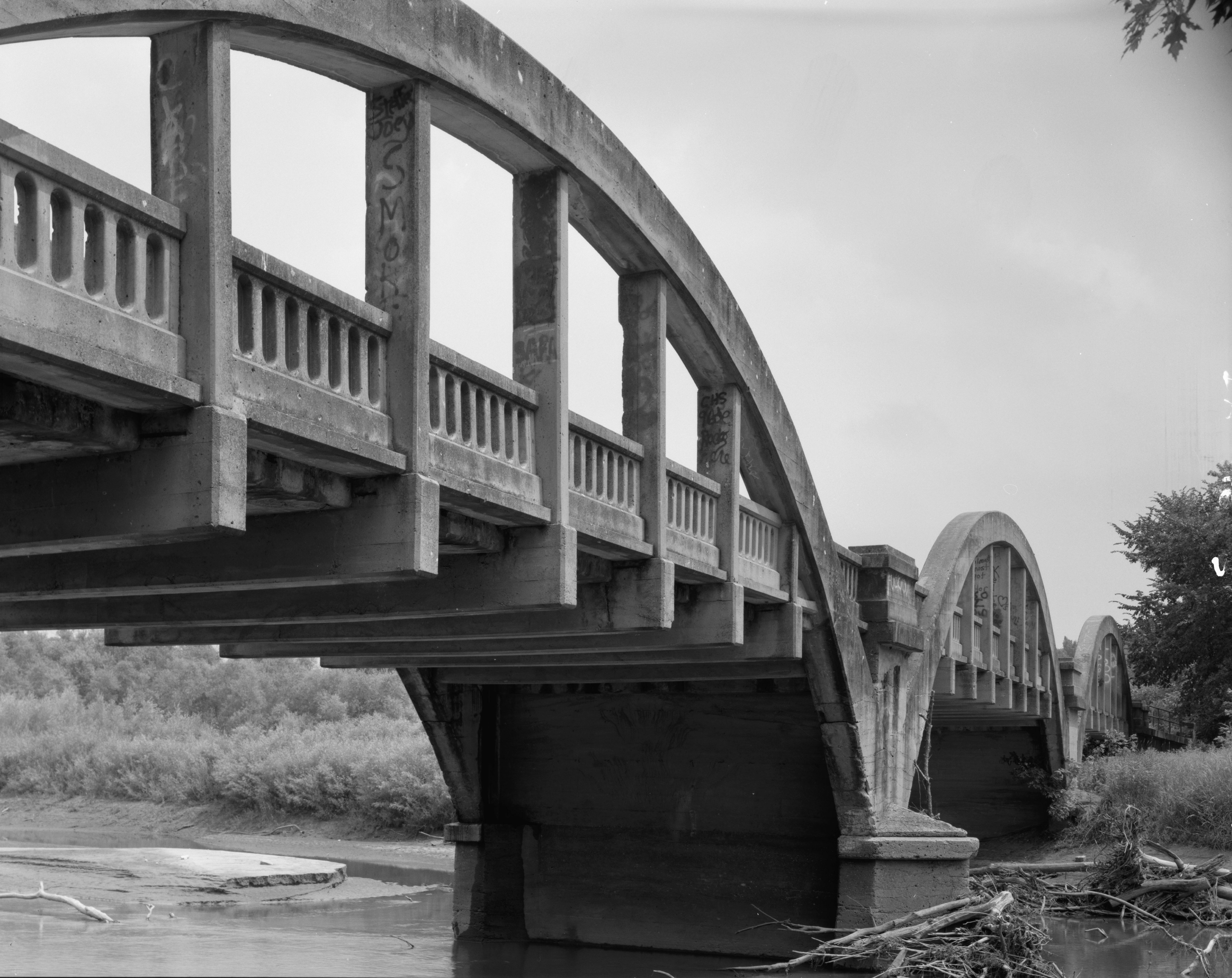
Pont en arc en béton armé à tablier intermédiaire

Le béton armé a permis de construire de nombreux ponts de petites portées. L'amélioration des performances du béton et l'apparition de nouvelles techniques de construction comme le béton précontraint ou les arcs tubulaires remplis de béton ont permis d'atteindre des portées très importantes puisque le plus grand arc en béton présente une portée de 420 mètres.

## Ponts suspendus et haubanés
Il existe des ponts suspendus et haubanés où les suspentes ou les câbles sont remplacés par des poutres en béton armé.